# Gabriel Loidolt
Gabriel Loidolt (* 4. Oktober 1953 in Eibiswald) ist ein österreichischer Schriftsteller.

## Leben
Gabriel Loidolt studierte Elektrotechnik und Philologie in München und an der Universität Graz, wo er 1986 promovierte. Nach mehreren Jahren als Universitätslektor im Ausland Tätigkeit bei verschiedenen Kulturvereinen in Graz, u. a. dem Filmmagazin BLIMP. Danach eine Weile freier Werbetexter bei KIWI (Graz) und Korrektor, seit einigen Jahren freier Schriftsteller. Lesungen in: Österreich, Deutschland, Kroatien, Frankreich und Kanada.
Loidolts Hauptthemen, die sich wie ein roter Faden durch seine Bücher ziehen, sind wohl die Einsamkeit des modernen Menschen und der Zusammenprall verschiedener Kulturen, lange bevor der „clash of civilizations“ zum geflügelten Schlagwort wurde, wobei der Autor atmosphärisch dicht erzählt und seine Technik eine bemerkenswerte Bandbreite erreicht. Loidolt hält sich weitgehend im Hintergrund und meidet die literarische Öffentlichkeit. Einige seiner Werke wurden auch ins Französische (Gallimard), Kroatische, Litauische und Albanische übersetzt.
2010 wurde Loidolt mit dem Literaturpreis des Landes Steiermark ausgezeichnet.

## Werke (Auswahl)
- Der Leuchtturm. Roman, Droschl Verlag, Graz 1988, ISBN 3-85420-137-0
- Levys neue Beschwerde. Roman, Droschl Verlag, Graz 1989, ISBN 3-85420-150-8
- Hurensohn. Roman, Fest, Berlin 1998 ISBN 3-8286-0046-8
- Die irische Geliebte. Roman, Reclam, Leipzig 2005 ISBN 3-379-00853-2
- Begegnung um Mitternacht. 10 Geschichten über die Liebe. Erzählungen, Leykam, Graz 2006 ISBN 3-7011-7559-4
- Yakuza. Roman, dtv, München 2008, ISBN 978-3423-21102-4

Gabriel Loidolts Roman HURENSOHN (Fest, Berlin 1998) diente auch als Vorlage für den gleichnamigen Kinofilm von Michael Sturminger.